# Ichneumon formosus
Ichneumon formosus là một loài tò vò trong họ Ichneumonidae.